# جون وايت (لاعب كريكت)
جون وايت (2 مارس 1855 في المملكة المتحدة - ) (بالإنجليزية: John White)‏ هو لاعب كريكت بريطاني. لعب مع North of England cricket team ‏.

## وصلات خارجية
- جون وايت على موقع إي آس بي آن كريك إنفو (الإنجليزية)